# Onchidiidae
Famille
Les Onchidiidae sont une famille de mollusques gastéropodes, de l'ordre des Systellommatophora. 

## Description et caractéristiques
Ce sont des gastéropodes relativement primitifs, et pourvus de poumons (y compris les espèces aquatiques). Ce sont presque toutes des espèces marines, au contraire des Veronicelloidea. Certaines sont pourvues d'une coquille à l'état juvénile, d'autres non ; cependant les espèces de ce groupe sont pourvues à l'âge adulte d'un sac vestigial non minéralisé. Ce clade se distingue par la position postérieure de l'anus. 

## Liste des genres
Selon World Register of Marine Species (28 mai 2017) :
- genre Hoffmannola Strand, 1932
- genre Lessonina Starobogatov, 1976
- genre Onchidella J.E. Gray, 1850
- genre Onchidina Semper, 1882
- genre Onchidium Buchannan, 1800
- genre Paraperonia Starobogatov, 1976
- genre Peronia Fleming, 1822
- genre Peronina Plate, 1893
- genre Platevindex H. B. Baker, 1938
- genre Quoya Labbé, 1934
- genre Scaphis Starobogatov, 1976
- genre Semperoncis Starobogatov, 1976

## Galerie

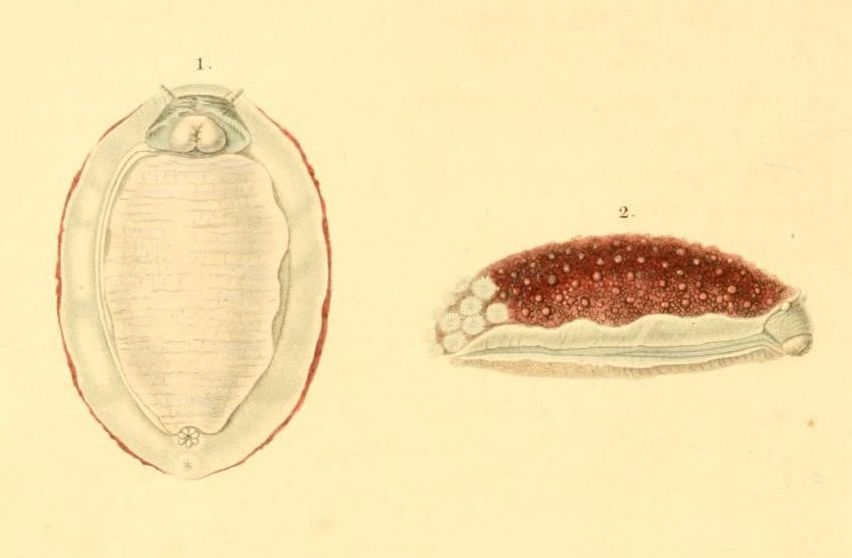
Lessonina ferruginea.
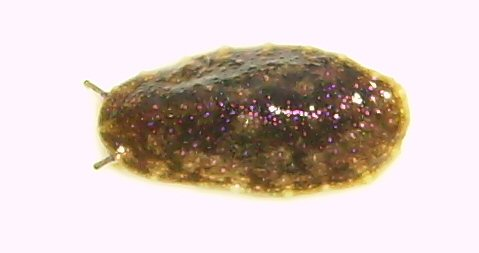
Onchidella nigricans.
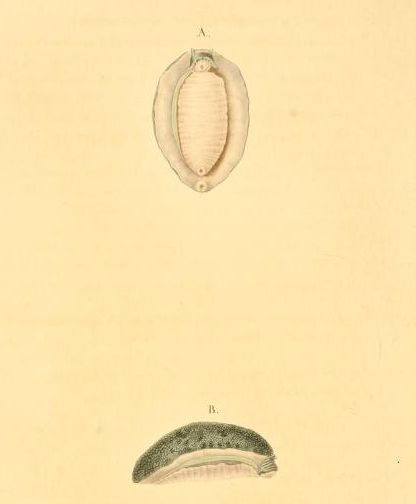
Scaphis atra.